# Вологі листяні ліси долини нижнього Гангу
Вологі листяні ліси долини нижнього Гангу — екорегіон вологих тропічних широколистяних лісів в Бангладеш та східній Індії. Екорегіон займає площу у 254 100 км², охоплює більшу частину Бангладеш та індійських штатів Західна Бенгалія, Біхар і Трипура, а також, частково, прилеглі частини штатів Ассам, Уттар-Прадеш і Одіша.

## Опис
Вологі листяні ліси долини нижнього Гангу займають алювіальні рівнини нижньої течії Гангу і річки Брахмапутра, що утворюють найбільшу у світі дельту річки. Нині екорегіон є одним з найгустонаселеніших регіонів на землі, і ліси були значною мірою знищені через інтенсивне ведення сільського господарства.
Екорегіон межує на сході й північному сході з гірськими тропічними дощовими лісами: дощові ліси Мізорама-Маніпура-Качина лежать в Чинських горах і Читтагонзькому гірському районі на сході, а субтропічні ліси Мегхалаї — в горах Кхасі і Гаро на північному сході.
На півночі екорегіон вдається в Гімалаї, де межує з екорегіоном саван і луків Тераї-Дуар. Верхню частину долини Брахмапутри в Ассамі займають напіввічнозелені ліси долини Брахмапутри. На північному заході, ліси межують з вологими листяними лісами долини верхнього Гангу. А сухі листяні ліси Нагпура лежать на плато Чхота-Нагпур. Екорегіони Сундарбанських прісноводних боліт і мангрів лежать в болотистій, напівсолонуватій і солоній  південній частині дельти Гангу і Брахмапутри, що межує з Бенгальською затокою.

## Фауна
Раніше екорегіон був домівкою для популяцій тигра (Panthera tigris), індійського носорога (Rhinoceros unicornis), індійського слона (Elephas maximus), гаура (Bos gaurus), барасинга (Cervus duvaucelii) і флорікана бенгальського (Eupodotis bengalensis), але на початок XXI століття багато з цих видів тут більш не зустрічаються
Екорегіон не відрізняється високим рівнем ендемізму, проте тут проживають кілька видів, яким загрожує зникнення
Фауна ссавців містить 126 видів, включно з кількома видами, близьких до ендемізму, наприклад, широковух складчатогуб (Tadarida teniotis).
Орнітофауна містить понад 380 видів, всі вони не є ендемічними. Проте, екорегіон є домівкою для двох видів, яким загрожує глобальне зникнення: Houbaropsis bengalensis і Eupodotis indica, а також зникаючі види орлан-довгохвоста (Haliaeetus leucoryphus) і болотний франколін (Francolinus gularis). Такі види, як індійський сірий токо (Ocyceros birostris) і азійський птах-носоріг (Anthracoceros albirostris), є індикаторами незайманих лісів і тому також заслуговують пильної уваги

## Флора
На рідколіссях переважає Bombax ceiba в поєднанні з Albizzia procera, Duabanga sonneratioides і Sterculia vilosa. Пізніше ці лісові співтовариства перетворюються в ліси з переважанням сала (Shorea robusta). Але часто цього не відбувається через втручання людини
Заплавні ліси характеризуються асоціаціями видів Acacia catechu, Albizia procera, Bombax ceiba, Sterculia villosa і Dalbergia sisso. У верхній частині Ассаму ліси складаються з поєднання видів Bombax ceiba, Pterspermum acerifolium, Laportea crenulata, Duabanga sonneratioides, Terminalia myriocarpa і Calamus tenuis
Оскільки пожежі в торф'яних районах нерідкі, то в них зустрічається велика кількість видів, стійких до вогню: Ziziphus mauritiana, Madhuca latifolia, Aegle marmelos, Butea monosperma, Terminalia tomentosa, Ochna pumila тощо.